# (27896) Tourminator
(27896) Tourminator ist ein Asteroid des äußeren Hauptgürtels, der am 13. Juli 1996 von den slowakischen Astronomen Adrián Galád und Alexander Pravda mit dem 60-cm-Spiegelteleskop des Modra-Observatoriums (IAU-Code 118) der Comenius-Universität Bratislava in Modra entdeckt wurde.
Der Asteroid gehört zur Eos-Familie, einer Gruppe von Asteroiden, welche typischerweise große Halbachsen von 2,95 bis 3,1 AE aufweisen, nach innen begrenzt von der Kirkwoodlücke der 7:3-Resonanz mit Jupiter, sowie Bahnneigungen zwischen 8° und 12°. Die Gruppe ist nach dem Asteroiden (221) Eos benannt. Es wird vermutet, dass die Familie vor mehr als einer Milliarde Jahren durch eine Kollision entstanden ist. Die zeitlosen (nichtoskulierenden) Bahnelemente von (27896) Tourminator sind fast identisch mit denjenigen der ähnlich großen (wenn man von der Absoluten Helligkeit ausgeht, die zwischen von 14,1 und 14,7 liegt) Asteroiden (23385) 5168 T-2, (33469) 1999 FL36, (43515) 2001 DS11, (72376) 2001 CY6 und (133310) 2003 SO57.
Nach der SMASS-Klassifikation (Small Main-Belt Asteroid Spectroscopic Survey) wurde bei einer spektroskopischen Untersuchung von Gianluca Masi, Sergio Foglia und Richard P. Binzel bei (27896) Tourminator von einer dunklen Oberfläche ausgegangen, es könnte sich also, grob gesehen, um einen C-Asteroiden handeln. Dies entspräche jedoch eher nicht den Mitgliedern der Eos-Familie.
(27896) Tourminator wurde am 8. Oktober 2014 nach dem slowakischen Radrennfahrer Peter Sagan (* 1990) benannt. Tourminator ist einer der Spitznamen Sagans. Der Asteroid des inneren Hauptgürtels (2709) Sagan hingegen war schon 1982 nach Carl Sagan benannt worden.